# Riera de Mas Cases

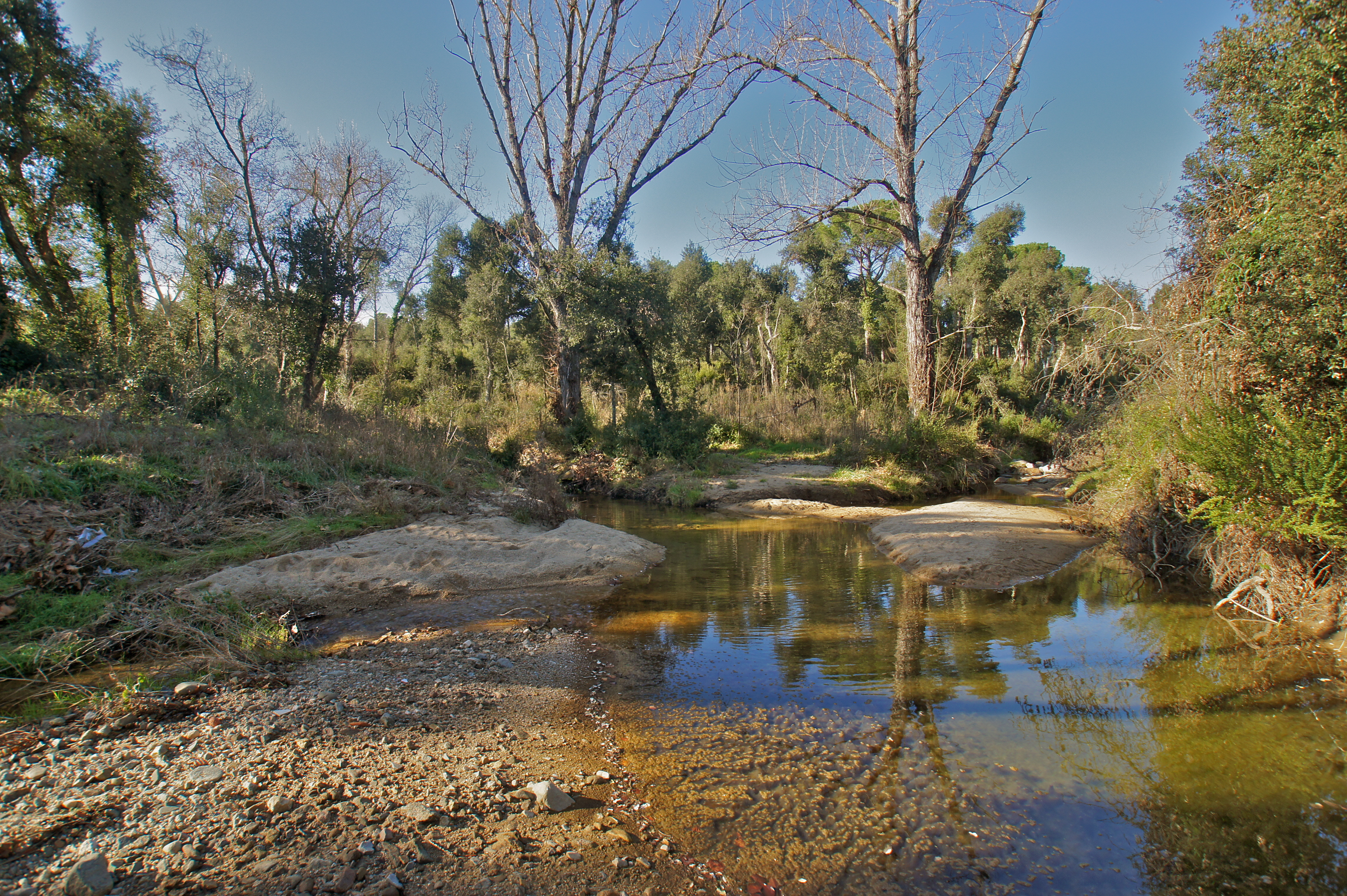
Confluència de la riera de Mas Riera (esquerra) amb la Riera de Mas Cases (dreta) a la Riera dels Molins (primer pla)

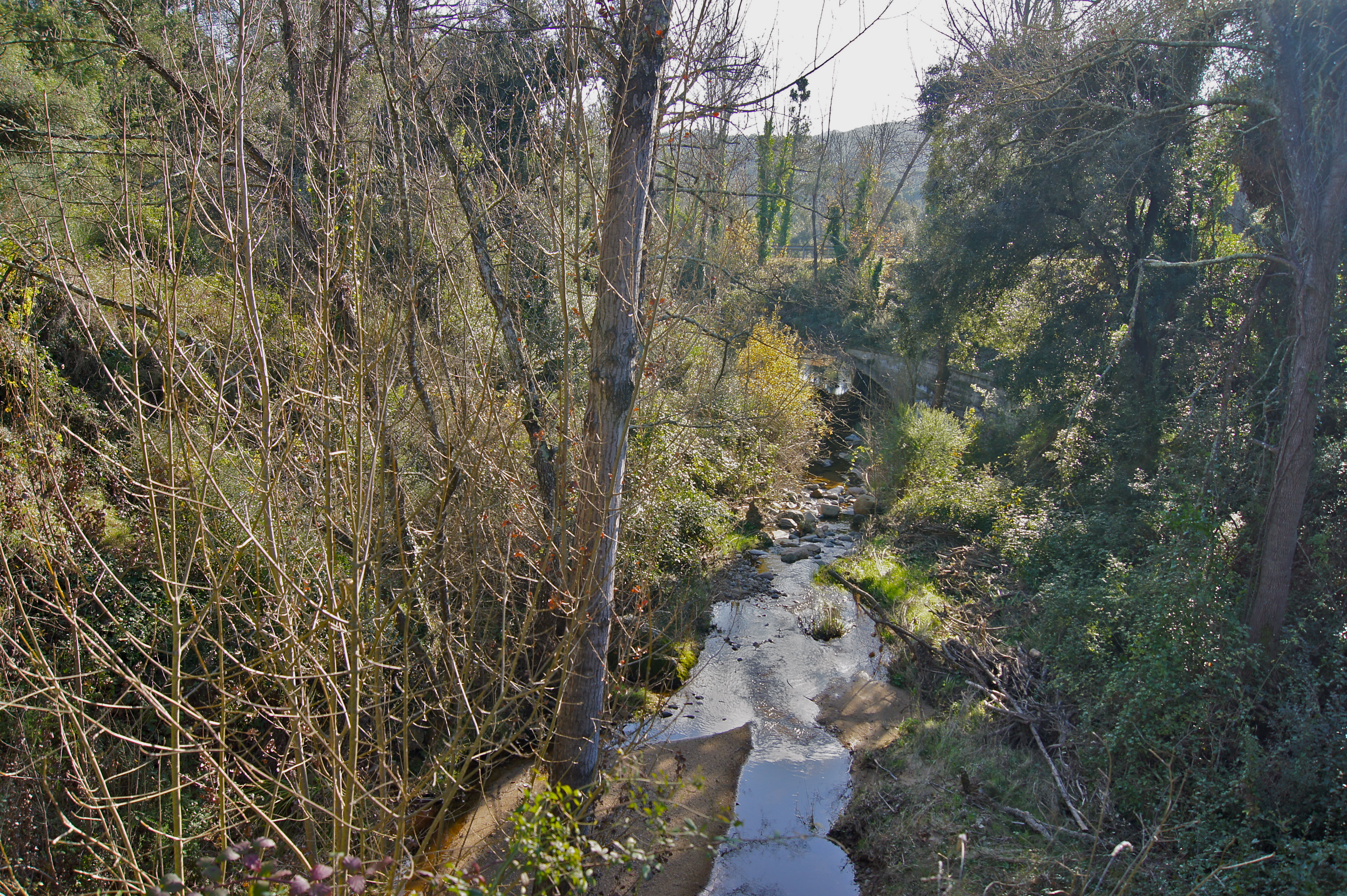
El pont de la carretera GIV-6612 vist des del Pont Rodó

La Riera de Mas Cases és un torrent de la conca de Calonge al Baix Empordà. Neix a una altitud de 350 m a la depressió entre el Puig Miquel i el Puig d'en Roquet a Romanyà de la Selva (Santa Cristina d'Aro) i en confluir amb la Riera de Mas Riera a 49 msnm forma la Riera dels Molins un centenar de metres damunt del Molí de Mesamunt.